# Arhopala lewara
Arhopala lewara är en fjärilsart som beskrevs av Ribbe 1926. Arhopala lewara ingår i släktet Arhopala och familjen juvelvingar. Inga underarter finns listade i Catalogue of Life.